# José Antonio Aguirre (boxeador)
José Antonio Aguirre Balderas (Cárdenas, Tabasco, 5 de julio de 1975) es un ex-boxeador profesional mexicano perteneciente a la categoría de peso mínimo.

## Carrera profesional
Es el ex-campeón del CMB, título que conseguiría venciendo al aquel entonces campeón mundial On Doowiset, siendo también el primer y hasta ahora único campeón mundial de origen tabasqueño. Realizó un total de 7 defensas consecutivas exitosas antes de ceder en 12 asaltos ante el invicto Eagle Den Junlaphan por decisión unánime. A partir de ahí, buscaría el campeonato mundial un total de 5 veces, esta vez sin conseguir el éxito, para finalmente retirarse en el 2015 tras una derrota por decisión dividida.